# Kotzenbüll
Kotzenbüll est une commune d'Allemagne, située dans le Land du Schleswig-Holstein et l'arrondissement de Frise-du-Nord.